# 143
Năm 143 là một năm trong lịch Julius. 